# Luís Bernardo Leite de Ataíde
Luís Bernardo Leite de Ataíde (Ponta Delgada, 25 de Abril de 1883 — Ponta Delgada, 17 de Julho de 1955), cujo nome parece frequentemente grafado Luiz Bernardo Leite d'Athaíde, foi um historiador de arte e etnógrafo açoriano, autor de um importante conjunto de obras sobre etnologia e cultura micaelenses e o principal defensor, junto da Junta Geral do Distrito Autónomo de Ponta Delgada, da aquisição do antigo Convento de Santo André para sede do Museu Carlos Machado, instituição de que foi director desde 1912 e principal obreiro das colecções de arte e etnografia. Foi pai da pintora Maria Luísa Ataíde e avô da escultora Luísa Constantina.

## Biografia
Luís Bernardo Leite Ataíde foi um grande proprietário da micaelense, com um grande e diversificado interesse pelas artes, tendo cultivado, como amador de mérito, a pintura. Feitos os seus estudos preparatórios no Liceu de Ponta Delgada, matriculou-se em 1900 no curso de Direito da Universidade de Coimbra, que concluiu.
Regressado a Ponta Delgada, dedicou-se à advocacia, mas ocupou-se, especialmente, com a pintura e a escrita de arte. Publicou prosa e poesia e foi um assíduo colaborador da imprensa local. O destaque que ganhou como director do Museu Carlos Machado levou a que fosse nomeado volgal do Conselho Nacional de Arte e Arqueologia.
Foi fundador e director das Secções de Arte e de Etnografia do então Museu Municipal de Ponta Delgada, impulsionando a instalação definitiva do actual Museu Carlos Machado no Convento de Santo André.
Teve participação política activa, particularmente durante a Segunda Campanha Autonomista Açoriana, sendo em 1921 eleito deputado liberal pelo círculo eleitoral de Ponta Delgada, integrando a comissão encarregue de estudar a Reforma do Estatuto das Juntas Gerais Autónomas.
Para além de múltiplos artigos dispersos pela imprensa periódica, é autor, entre outras, das seguintes obras:
- Manifestações de Arte entre nós nos séculos XV, XVI e XVII;
- Notas sobre Arte;
- Etnografia Artística: S. Miguel, Açores, Ponta Delgada, 1918;
- Vida Antiga de S. Miguel (2 volumes);
- Ermidas Micaelenses;
- Arquitectura Regional;
- A Nossa Gente;
- Organização de Museus em Ponta Delgada;
- As Secções de Arte e Etnografia no Museu de Ponta Delgada;
- A Urbanização de Ponta Delgada e a sua Arquitectura;
- Trechos da Vida Rústica Regional.
- "Folklore do Concelho das Furnas", in: Revista Micaelense, Ano 3, n. 2 (1920), p. 766-783;
- Etnografia, Arte e Vida antiga nos Açores, 1918 (reeditado em Coimbra, 1973).